# Броскеуць
Броскеуць, Броскеуці (рум. Broscăuți) — село у повіті Ботошані в Румунії. Входить до складу комуни Броскеуць.
Село розташоване на відстані 391 км на північ від Бухареста, 28 км на північний захід від Ботошань, 123 км на північний захід від Ясс.

## Населення
За даними перепису населення 2002 року у селі проживали 3328 осіб, з них 3326 осіб (99,9%) румунів. Рідною мовою 3327 осіб (> 99,9%) назвали румунську.